# Sneker café
Sneker café, in de volksmond bekend als Cafeetje in Sneek, is een lied  uit 1973 van de Zwitserse (echter het Nederlands tot in de haarvaten beheersende) cabareteske schrijver Drs. P. Het is een van zijn bekendere nummers. 
Het lied behandelt in vijf coupletten het feit dat er in Sneek een ouderwets café bestaat met een beperkte drankkeuze, waar het echter dagelijks vol is, en dat verrassend veel met gebeurtenissen die overal ter wereld plaatsvinden te maken lijkt te hebben; het is een parodie op gezocht toeval.
De laatste drie coupletten eindigen met een parlando dat ieder couplet steeds langer wordt, waarbij een ogenschijnlijk onopvallende gebeurtenis via allerlei bijzinnen en omwegen toch een duidelijke verbinding blijkt te hebben met het genoemde café. 
De begeleiding bij dit nummer is uitgevoerd op accordeon, hetgeen het lokale 'klompendans'-achtige karakter van het café verder versterkt.